# Chasmata di Mimas
Segue una lista dei chasmata presenti sulla superficie di Mimas. La nomenclatura di Mimas è regolata dall'Unione Astronomica Internazionale; la lista contiene solo formazioni esogeologiche ufficialmente riconosciute da tale istituzione.
I chasmata di Mimas portano i nomi di luoghi legati alla leggenda di Re Artù e ai miti dei giganti della mitologia greca.

## Prospetto
| Chasma         | Eponimo                                                                                                   | Latitudine | Longitudine | Diametro |
| -------------- | --- | ---------- | ----------- | -------- |
| Avalon Chasma  | Avalon - Isola dove è situato il sepolcro di Artù.                                                        | 35° N      | 147° W      | 120 km   |
| Camelot Chasma | Camelot - Fortezza di Artù, sede della Tavola Rotonda.                                                    | 43° S      | 23,4° W     | 150 km   |
| Oeta Chasma    | Monte Eta - Montagna scossa dai Titani nella lotta con gli Olimpi.                                        | 19° N      | 122,7° W    | 110 km   |
| Ossa Chasma    | Monte Ossa - Montagna sovrapposta dai giganti al monte Pelion per tentare la scalata al monte Olimpo.     | 23,56° S   | 303,75° W   | 95 km    |
| Pangea Chasma  | Pangea - Montagna sollevata da un Titano nella lotta con gli Olimpi.                                      | 28,12° S   | 340,41° W   | 150 km   |
| Pelion Chasma  | Monte Pelio - Montagna a cui i giganti sovrapposero il monte Ossa per tentare la scalata al monte Olimpo. | 25,31° S   | 250,08° W   | 100 km   |

## Nomenclatura abolita
| Chasma          | Eponimo                                                                        | Latitudine | Longitudine | Diametro | Motivazione                 |
| --------------- | ------------------------------------------------------------------------------ | ---------- | ----------- | -------- | --------------------------- |
| Tintagil Chasma | Tintagel - Villaggio della Cornovaglia dove abitava Ygraine, la madre di Artù. | 51,76° S   | 213,35° W   | 55 km    | Riclassificato come catena. |